# 2-я Тарховская улица
2-я Та́рховская улица — улица в городе Сестрорецке Курортного района Санкт-Петербурга. Проходит от Разливной набережной до 3-й Поперечной улицы. С небольшим сдвигом продолжается Тарховским проспектом.

## История
Первоначальное название — Большая Тарховская улица — появилось в конце XIX века. Дано по местности Тарховка. Малой Тарховской была нынешняя 3-я Тарховская улица.
В 1940-х годах улицу переименовали в 2-ю Тарховскую (одновременно с 3-й Тарховской и 4-й Тарховской). 1-я Тарховской улицей считалась Тарховская улица.

## Перекрёстки
- Разливная набережная
- Жукова улица
- 1-я Поперечная улица
- 2-я Поперечная улица
- 3-я Поперечная улица